# Carme Jarque
Carme Jarque   (segle XIX - Argentina, agost 1938) va ser una primera actriu de teatre catalana de la primera meitat del segle xx, documentada especialment durant la primera dècada del segle.
La primera notícia que se’n té és del desembre del 1899, quan va actuar en la representació de la comèdia El mas perdut de Josep Feliu i Codina, a la Societat Claris de Barcelona.
Posteriorment consta actuant al Teatre Romea de Barcelona el setembre de 1901 i com a mínim fins al 1908. En aquest teatre va formar part de les companyies d'Enric Borràs (1901-1904), Miquel Rojas (1904-1905), Jaume Borràs (1905-1906) i Adrià Gual, entre d'altres, i va treballar en obres de grans dramaturgs del teatre català com Santiago Rusiñol, Josep M. Pous i Pagès, Àngel Guimerà o Ignasi Iglésias i Pujadas.

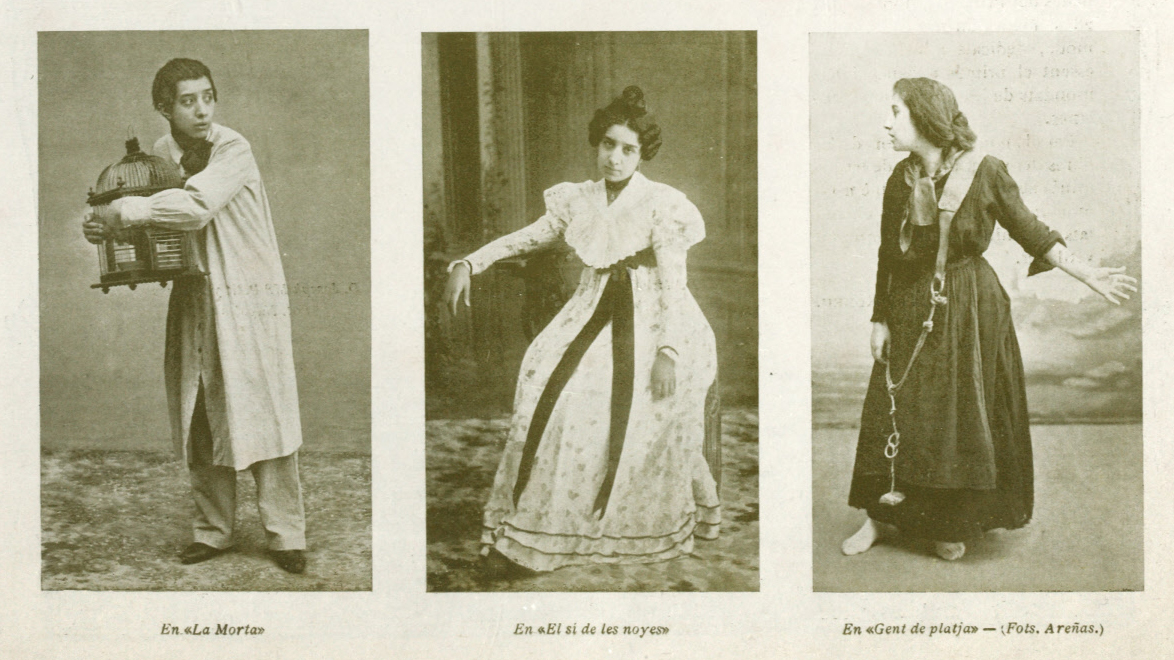
Carme Jarque a Feminal, octubre de 1907

Segons l'article que li va dedicar la revista Feminal l'octubre de 1907, Carme Jarque va fer-se un nom a partir de la seva intervenció en l'obra La morta, de Pompeu Crehuet i Prades, que s'havia estrenat al Teatre Romea l'abril de 1904, amb la companyia dramàtica d'Enric Borràs. Se’n destacava la interpretació mesurada, qualificada gairebé d'ingènua, i el fet de l'esforç que posava en la preparació dels personatges que havia d'interpretar. Des d'aquell moment l'actriu es va consolidar com a actriu de ple dret de la companyia del Romea i va ser reconeguda tant pels autors, els seus companys actors i el món del teatre, com per la crítica i el públic.
Junt amb l'actor Joan Domènech va gestionar el Teatre Variedades de Buenos Aires.
El Centre de Documentació i Museu de les Arts Escèniques i l'Arxiu Fotogràfic de Barcelona conserven diverses fotografies de Carme Jarque vestida d'alguns dels personatges que va interpretar.

## Trajectòria professional
- 1901, 26 de novembre. La cotorra del convent, original d'Emili Boix. Estrenada al teatre Romea de Barcelona (en el paper d'Agneta.)
- 1902, 11 de març. La pecadora, original d'Àngel Guimerà. Estrenada al teatre Romea de Barcelona (en el paper d'Huguette.)
- 1902, 18 de novembre. Aigua que corre, original d'Àngel Guimerà. Estrenada al teatre Romea de Barcelona (en el paper de Roseta.)
- 1904, 14 d'octubre. L'endemà de bodes, original de Josep Pous i Pagès. Estrenada al teatre Romea de Barcelona (en el paper de Roseta.)

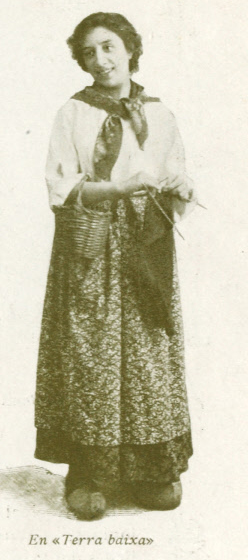
Carme Jarque, a Terra baixa

- Carme Jarque, a Terra baixa1905, 20 de gener. La nit de l'amor, original de Santiago Rusiñol, música d'Enric Morera. Estrenada al teatre Romea de Barcelona (en el paper de La cosina, 25 anys.)
- 1905, 14 de febrer. De bon tremp, original de Manuel Folch i Torres. Estrenada al teatre Romea de Barcelona (en el paper de Miona.)
- 1905, 25 de novembre. Les garses, original d'Ignasi Iglésias. Estrenada al teatre Romea de Barcelona (en el paper de Lluïsa.)
- 1906, 2 d'octubre. En el paper de Rosalia a l'obra Arrels mortes de Joan Puig i Ferreter. Estrenada al teatre Romea de Barcelona.
- 1906, 20 de novembre. Tot ha anat bé...és un noi!, original de Ramon Franqueza i Comas. Estrenada al teatre Romea de Barcelona (en el paper de Matilde, 20 anys.)
- 1906, 26 de novembre. Curt de gambals, original de Josep Maria Pous. Estrenada al teatre Romea de Barcelona (en el paper de Lola.)
- 1907, 21 de setembre. Dilluns de sabater, original de Ramon Ramon i Vidales. Estrenada al teatre Romea de Barcelona (en el paper de Cinteta, 20 anys.)
- 1907, 9 d'octubre. Entre boires, original de Pere Colomer i Fors. Estrenada al teatre Romea de Barcelona (en el paper de Mercè, 26 anys.)
- 1907, 29 d'octubre. El porucs, adaptació de Ramon Franqueza i Comas. Estrenada al teatre Romea de Barcelona (en el paper de Pilar, 18 anys.)